# Nous le peuple
Pour plus de détails, voir Fiche technique et Distribution.
Nous le peuple est un film documentaire français réalisé par Claudine Bories et Patrice Chagnard, sorti le 18 septembre 2019.

## Synopsis
Trois groupes (des détenus de la Maison d'arrêt de Fleury-Mérogis, des femmes de Villeneuve-Saint-Georges, des lycéens et lycéennes de Sarcelles) participent à des ateliers animés par une association d'éducation populaire, Les Lucioles du Doc. Leur objectif : rédiger une nouvelle Constitution visant à donner aux citoyens la possibilité d'intervenir davantage dans les décisions politiques.

## Fiche technique
- Titre : Nous le peuple
- Réalisation : Claudine Bories et Patrice Chagnard
- Scénario : Claudine Bories et Patrice Chagnard
- Sociétés de production : Agat Films & Cie - Les Films du Parotier
- Pays :  France
- Genre : Documentaire
- Durée : 99 minutes[1]
- Date de sortie : 18 septembre 2019

## Sélections en festivals
- 2019 : 
  - États généraux du film documentaire de Lussas - Séance spéciale
  - Festival de cinéma de Douarnenez Gouel Ar Filmou - Sélection La Grande Tribu
  - Festival international du film de La Rochelle - Sélection Ici et ailleurs